# Thomas Babington Macaulay
Thomas Babington Macaulay, 1:e baron Macaulay, Lord Macaulay, född 25 oktober 1800 i Rothley, Leicestershire, död 28 december 1859 i Kensington, London, var en brittisk historiker, essäist, poet och politiker, son till Zachary Macaulay.

## Biografi
Efter studier vid Cambridge University gjorde Macaulay sig länd som lysande stilist, invaldes i parlamentet 1830, där han som liberal whig gjorde en snabb karriär. Berömt blev hans tal i underhuset 1831 till förmån för rösträttsreformen. Macaulay verkade i Indien 1834–1838 som medlem av den indiska styrelsen, där han gjorde ett nytt utkast till den indiska strafflagen.
Återkommen till Storbritannien var Macaulay återigen parlamentsledamot 1839–1847 och 1852–1856; krigsminister 1839–1841 i Melbournes regering och därefter medlem av Russels regering 1846–47. 1857 adlades han Macaulay of Rothley. Han förespråkade parlamentariska reformer och slaveriets avskaffande.
Sin betydelse hade Macaulay främst som historiker. Han skrev tidigt essayer av historiskt eller litterärt innehåll, vilka främst publicerades i Edinburgh review, ett urval utgavs i Critical and historical essays (1843). Till de mera kända hör de om John Milton, Francis Bacon, Robert Clive, Warren Hastings och William Pitt den äldre. Som sitt huvudverk såg Macaulay själv The history of England from the accession of James II (4 band, 1848–61), vilken han dock inte hann fullborda. I verket ville Macaulay som dogmatisk whig visa 1800-talsliberalismens förträfflighet genom att visa att dess principer i historisk tid fört England fram till en betydande maktställning. Liksom hans essayer utmärkte sig verket för en lysande stilkonst. Berömt blev tredje kapitlet i bokens första del, där han gav ett tvärsnitt av det engelska samhället. Detta tillvägagångssätt kom att få efterföljare bland en mängd historiker, bland annat är Fredrik Ferdinand Carlsons Sveriges historia under konungarne af pfalziska huset (1856) tydligt influerat av Macaulay. Macaulays essayer översattes till svenska under titeln Smärre valda skrifter (1854–55) 